# Конон из Назо
Святой Конон из Назо (итал. Cono di Naso, 3 июня 1139, Назо, Сицилия — 28 марта 1236, Назо, Сицилия) — базилианский аббат из Назо, Сицилия. Канонизирован в 1630 году папой Урбаном VIII.
Конон совершил паломничество в Иерусалим, где ему было видение, в котором знакомого священника задушила змея. Вернувшись из Святой земли, он сразу отправился к этому священнику и рассказал тому об увиденном. Священник тут же сознался, что присваивает церковные деньги, Конон убедил его изменить свой образ жизни. В другой истории о деяниях Конона рассказывается, как он исцелил сицилийского мальчика от апоплексического удара.
В 1571 году в Назо разразился ужасный голод. Жители города молились Конону, своему покровителю. Святой Конон явился капитану корабля, который затем привёз зерно в Назо, и таким образом жители пережили голод.